# .pa
.pa este un domeniu de internet de nivel superior, pentru Panama (ccTLD).